# Матей Ґіка
Матей Ґіка (рум. Matei Ghica, *1728 — †8 лютого 1756) — господар Молдовського князівства в 1753-1756 роках. Представник княжого роду Ґіка.

## Історія
Відомий факт, що 9 грудня 1755 року Матей Ґіка наказав стягувати податок з вотчин монастиря святого Сави, в тому числі з Каларашовки, по 100 леїв.
Каларашовка — нині село в Окницькому районі Молдови на березі Дністра. Була заснована 1622 році каларашами — господарськимі службовцями в Молдовському князівстві, які користувалися деякими привілеями, в тому числі і податковими пільгами.
У 1755 господар Матей Ґіка позбавив монастир Святої П'ятниці права на володіння Кишиневом і вручив монастирю Галац грамоту, в якій підтвердив тепер вже його право на «торжище Кишинів, на будинки, лавки, льохи …».